# رضوى فرغلي
رضوى فرغلي هي كاتبة ومحللة نفسية واستشارية علاج نفسي حاصلة على ماجستير في التحليل النفسي ودكتوراه في علم النفس الإكلينكي، وهي عضوٌ في الجمعية المصرية للتحليل النفسي وعضوٌ أيضًا في جمعية علم النفس الأمريكية.

## الحياة المبكّرة والتعليم
حصلت رضوى فرغلي على ماجستير في التحليل النفسي، كما نالت شهادة الدكتوراه في علم النفس الإكلينكي، وهي عضوٌ في الجمعية المصرية للتحليل النفسي وعضوٌ أيضًا في الجمعية الأمريكية لعلم النفس.

## المسيرة المهنيّة
تُعتبر رضوى فرغلي أول محررة نفسية للأعمال الإبداعية في العالم العربي، كما تُعتبر أول من صاغ مصطلح «المحرر النفسي للكتب» ورسخته عبر الاشتغال على العديد من الأعمال الإبداعية والروائية لعدد من كتاب العالم العربي، منهم الروائي الفلسطيني ربعي المدهون، والروائي المصري مكاوي سعيد. ترى رضوى أنّ هناك أنواع من الكتابات لا يمكن أن تُنشر قبل أن تمر على المحرر النفسي مثل الروايات والقصص النفسية وأعمال الإثارة النفسية التي يعود تاريخها إلى ما قبل القرن الـ 17 الميلادي.
مارست رضوى فرغلي النقد النفسي عبر العديد من الدراسات التي تتعلقُ بالشارع والمجتمع، وفعلت هذا في العديد من الدوريات والصحف المصرية والعربية حيثُ كتبت عن العديد من الأفلام التي تتناول قضايا سيكولوجية مثل قضايا أطفال الشوارع وعمالة الأطفال، والعنف ضد المرأة والطفل، وقدمتْ كذلك العديد من الكتابات النقدية للعديد من الأعمال الروائية والقصصية إلى جوار ذلك قدمتْ قراءة سيكولوجية حول أعمال وسيرة الفنان التشكيلي المصري عبد الهادي.
تتمحورُ غالبيّة كتب ومؤلفات رضوى عن المشاكل النفسيّة حيثُ تقدم نماذج لمشكلات الحياة التي تواجه شريحة كبيرة من المجتمع في البيت والمدرسة والعمل ومع أولادهم وشركاء حياتهم، بهدف أن يستفيد القارئ الذي يُعاني مشكلات مشابهة ولم تُمكّنه ظروفه من الذهاب لعيادة المعالج النفسي حسب قولها، ومن الممكن أن تكون هذه الاستشارات مثل علامة على الطريق تنبّه البعض إلى تجنب حدوثها أصلاً.
تعتمدُ رضوى في مناقشتها للقضايا المتعلقة بهذه الاستشارات على قناعتها العلاجية، وهي أن العلاج النفسي ليس وعظًا أو إرشادًا دينيًا، مؤكّدة في الوقت ذاته على أنّ المعالج النفسي ليس رجل دين يُحلّل هذا السلوك ويحرم ذاك، بل وظيفتهُ أن يتقبل المريض كما هو ويحاول تفهم مشكلته ومساعدته على فهمها أيضًا ومساندته ليجد حلولًا تُناسب ظروفه وشخصيته، وتنمية ذاته لتُصبح أقوى في مواجهة مشكلات الحياة واتخاذ القرارات وإدارة علاقاته مع الآخرين بتوازن، حتى تتحقق له درجة جيدة من الصحة النفسية.

## قائمة أعمالها
صدر لرضوى فرغلي عددٌ من الكتب لعلّ أبرزها:
- ديوان شعر «رشوة للمساء». دار بتانة للنشر، مصر، 2021.[8]
- كتاب «الصحة الجنسية والنفسية: دليل لأسرة الطفل المتأخر عقلياً». الدار المصرية اللبنانية، مصر. 2019.[9]
- كتاب «عين ثالثة: استشارات نفسية وزوجية». الهيئة المصرية للكتاب، مصر، 2017.[10]
- ديوان شعر «على طرف منديل» دار أوراق للنشر، مصر، 2015.[11]
- كتاب «أطفال الشوارع: الجنس والعدوانية، دراسة نفسية» الدار المصرية اللبنانية، مصر، 2012.[12]
- كتاب «بغاء القاصرات»، دار المحروسة، مصر، 2007.[13]
- بحث عبد الهادي الجزار، الفنان والصورة.. قراءة سيكولوجية، 2001.[14]